# オーバード

夜明けのロミオとジュリエット（ フランク・ディックシー (Frank Bernard Dicksee) 画）

オーバード（オーバド、オーバドゥ、オーバーデュ、フランス語：aubade, [ɔ.bad], 朝の歌、朝の曲）は、夜明けに別れる恋人たちの、あるいは恋人たちに関する詩または歌のこと。さらに、「夜明けに関係する・夜明けに付随する・夜明けを喚起させる歌曲または器楽曲」とも定義される。

## 概略
詩が恋人同士の会話（一方が「夜明けが近い、別れよう/別れましょう」と言えば、もう一方は「いやだ/いやよ」と答える）であることが多いことから、オーバードはいくらかの劇的要素を有している。見張りあるいは嫉妬深い夫が恋人たちに夜明けの別れを警告するリフレインもしばしばある。

## 文学のオーバード
オーバードは中世ヨーロッパのトルバドゥールのレパートリーだった（北フランスのaubeなど、その起源はアルバ (詩)を参照）。イングランドでは、ジェフリー・チョーサーの『トロイラスとクリセイデ』（Troilus and Criseyde）第3巻が最初の例である。16世紀の恋愛詩はほとんどが満たされぬ愛を扱っていて、オーバードはエリザベス朝抒情詩の主要ジャンルではなかった。しかし、シェイクスピアの『ロミオとジュリエット』には、次の有名な詩行で始まるオーバードが埋め込まれている。
Wilt thou be gone? it is not yet near day:
It was the nightingale, and not the lark,
That pierc'd the fearful hollow of thine ear
（大意「行ってしまうの? 夜明けはまだなのに。あなたをぞっとさせたあの鳴き声はナイチンゲールよ。ヒバリじゃないわ」）
オーバードは形而上詩の出現で再び人気を得た。ジョン・ダンの詩『日の出』はイングランドのオーバードの好例の1つである。18世紀と19世紀にもオーバードは時々書かれたが、形而上詩の水準を超えるものはなかった。
20世紀になると、恋人が生きているとも死んでいるとも解釈できるフィリップ・ラーキン（Philip Larkin）の詩『Aubade』といった著名なオーバードがいくつか現れた。

## 音楽のオーバード
リムスキー＝コルサコフが作曲した『スペイン奇想曲』（1887年）の第1曲、第3曲は「アルボラーダ」（西: Alborada）のタイトルがあり、モーリス・ラヴェルのピアノ組曲『鏡』（1906年）の中には『道化師の朝の歌（Alborada del gracioso）』という曲がある。フランスの作曲家フランシス・プーランクが協奏曲形式で書いた『オーバード』が1929年に初演された。最近のオーバードでは、イーグル・アイ・チェリーの1997年のシングル『セイヴ・トゥナイト』（Save Tonight）がある。